# Стегнова кістка
Стегнова́ кі́стка (лат. os femoris) — єдина кістка стегна. Найбільша і найдовша трубчаста кістка в організмі людини. Як і всі довгі трубчасті кістки, має тіло та два кінці. З віком кісткова тканина втрачає міцність, через що часто відбувається перелом шийки стегна.

## Будова
Стегнова кістка є єдиною у верхній частині ноги. Обидві стегнові кістки сходяться медіально до колін, де утворюють суглоби з великогомілковими кістками. Кут сходження стегнових кісток є важливим чинником у визначенні стегново-великогомілкового кута. Жінки мають ширші тазові кістки, внаслідок чого їхні стегнові кістки сходяться більше, ніж у чоловіків. У випадку genu valgum стегна сходяться так сильно, що коліна торкаються одне одного. Протилежний випадок називається genu varum. У більшості ж людей стегново-великогомілковий кут становить близько 175°.
Стегнова кістка є найдовшою, і, за більшістю вимірювань, найміцніша кістка в людському тілі. Її довжина в середньому становить 26,74 % від зросту, це співвідношення виявлене в чоловіків і жінок, більшості етнічних груп тільки з обмеженими розбіжностями. Воно корисне в антропологічних дослідженнях, оскільки уможливлює оцінку зросту в разі наявності неповного скелета.
Стегнову кістку класифікують як довгу: вона складається з діафіза й двох епіфізів, якими з'єднується з іншими кістками (таза і гомілки).

### Верхня частина
Верхня частина чи проксимальний епіфіз стегнової кістки (epiphysis proximalis femoris) включає головку стегна, шийку стегна й два вертлюги з прилеглими структурами.
Головка стегна (caput femoris) входить у кульшову западину тазової кістки, утворюючи з нею кульшовий суглоб. Вона має форму кульового сегмента (2/3 об'єму), на ній є маленька заглибина (fovea capitis femoris), з'єднана круглою зв'язкою з боками кульшової вирізки.
Шийка стегна (collum femoris) — місце переходу головки в тіло. Її довжина 4-5 см.
Перехідна ділянка між шийкою і тілом має нерівну поверхню — внаслідок необхідності прикріплення м'язів і синовіальних сумок. Тут розташовані два вертлюги: великий (trochanter major) і малий (trochanter minor). Між собою вертлюги з'єднуються на задньому боці стегнової кістки міжвертлюговим гребенем (crista intertrochanterica), а на передній поверхні — міжвертлюговою лінією (linea intertrochanterica). На медіальній поверхні великого вертлюга є заглибина — вертлюгова ямка (fossa trochanterica).
Іноді спостерігається квадратна лінія (linea quadrata) — слабковиражений гребінь, що починається приблизно з середини міжвертлюгового гребеня й спускається вертикально вздовж задньої ділянки тіла кістки на приблизно 5 см.

### Тіло
Тіло чи діафіз стегнової кістки (corpus femoris, corpus ossis femoris, diaphysis femoris) є довге, тонке й має майже циліндричну форму. Зверху воно трохи ширше, ніж у центрі, найширше й дещо уплощене від переду дозаду в нижній частині. Воно злегка викривлене, таким чином, що опуклість спрямована допереду, а увігнутість дозаду, де воно посилене виступаючим поздовжнім гребенем — шерехатою лінією (linea aspera). Вона служить для кріплення м'язів (широкого латерального, широкого медіального, довгого привідного, короткого привідного, великого привідного, а також короткої головки двоголового м'яза) і складається двох губ, які розходяться проксимально й дистально й сходяться в центрі. Латеральна губа (labium laterale) йде ближче до зовнішнього боку кістки, медіальна (labium mediale) — до внутрішнього. На проксимальному кінці латеральна губа перетворюється на нерівність — сідничну горбистість (tuberositas glutealis, tuberositas glutea), а медіальна продовжується далі як гребінчаста лінія (linea pectinea), яка йде до малого вертлюга й слугує для кріплення гребінного м'яза. Окрім шерехатої лінії, на тілі є ще два гребені: латеральний край (margo lateralis) і медіальний край (margo medialis). Ці три гребені розділяють тіло стегнової кістки на три поверхні: передню (facies anterior), медіальну (facies medialis) й латеральну (facies lateralis). Внаслідок потужної мускулатури стегна тіло кістки не піддається пальпації.
Біля верхнього краю сідничної горбистості іноді спостерігається кістковий виступ — третій вертлюг. Він має видовжену, округлу чи конічну форму й іноді становить одне ціле з сідничною горбистістю.

### Нижня частина
Нижня частина чи дистальний епіфіз стегнової кістки (epiphysis distalis femoris) ширша, ніж верхня частина. Вона має дещо кубоподібну форму, але її поперечний діаметр більший, ніж передньо-задній. Вона складається з двох поздовжніх виступів — виростків стегнової кістки.

## У тварин
У хребетних стегнова кістка — верхній відділ тазової кінцівки (від кульшового до колінного суглоба) із усіма тканинами, що лежать в області стегнової кісти. Для стегна людини в зв'язку з прямоходінням характерний сильний розвиток так званої шерехатої лінії (у людиноподібних мавп відсутній), яка утворює гребінь (пілястр), що зміцнює кістку і слугує місцем прикріплення м'язів.

## Додаткові зображення

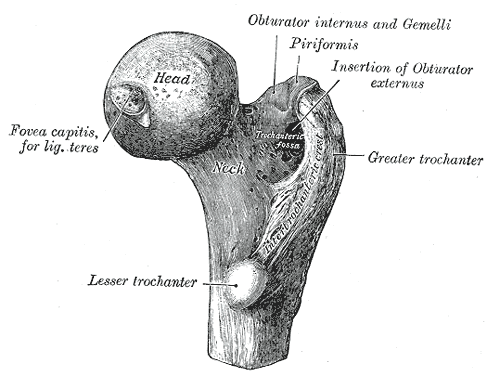
Вигляд ззаду і згори верхнього краю правого стегна.
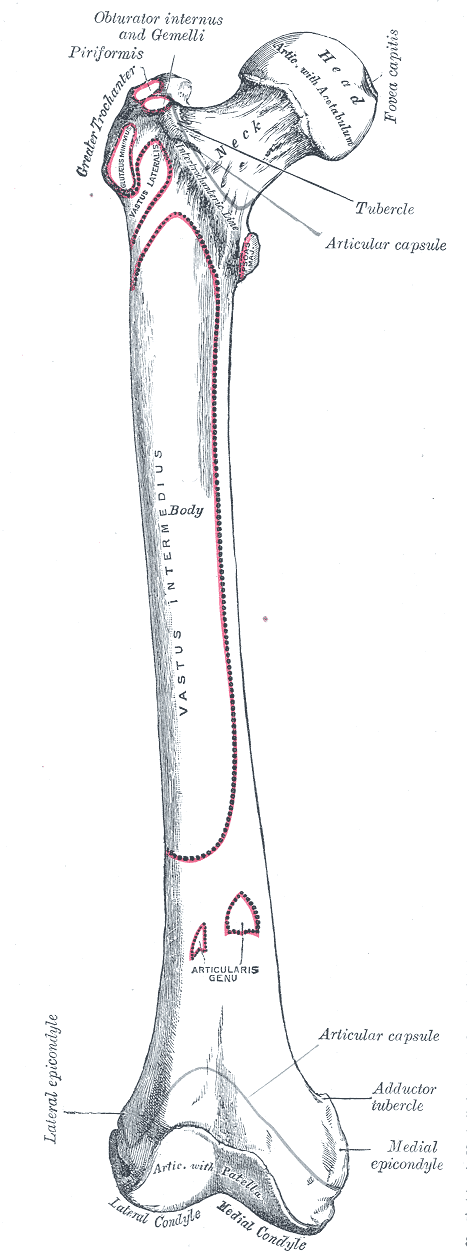
Праве стегно. Передня поверхня (місця прикріплення сухожилля м'язів).
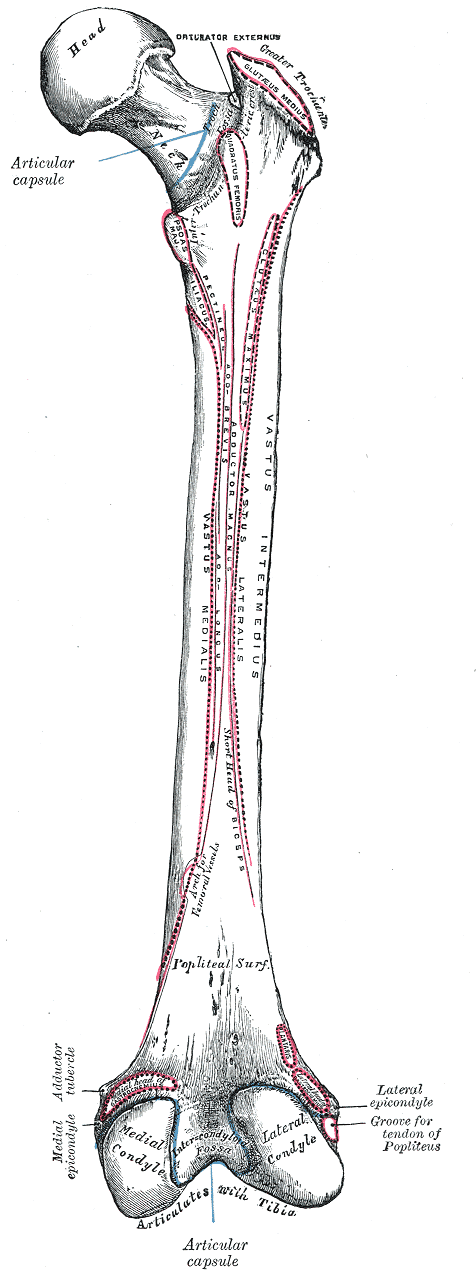
Праве стегно. Задня поверхня (місця прикріплення сухожиль м'язів).
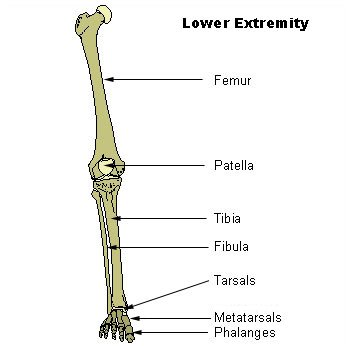
Кістки ноги.
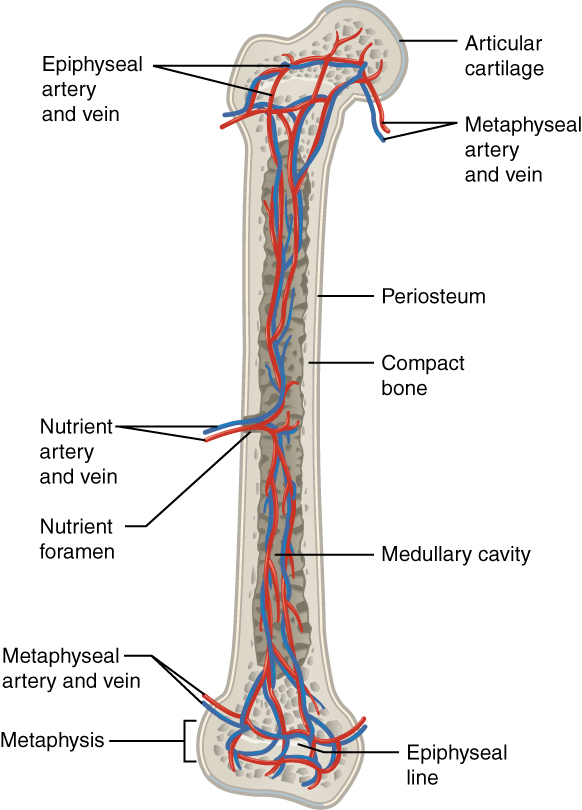
Система кровоносних судин стегнової кістки.